# Image Problem
Image Problem ist ein Schweizer Dokumentarfilm (bez. Mockumentary) der Filmemacher Simon Baumann und Andreas Pfiffner aus dem Jahr 2012.
Der Film wurde am 3. August 2012 auf dem Locarno Film Festival uraufgeführt. Am 20. September folgte der Kinostart in der Deutschschweiz und am 23. Januar 2013 in der Romandie. Im Schweizer Fernsehen wurde der Film am 13. November 2013 ausgestrahlt.
Der Film löste teilweise heftige Reaktionen aus und wurde zu einem vieldiskutierten Werk des Filmfestivals in Locarno 2012.

## Inhalt
Steuerstreit, Bankgeheimnis und ausbeuterische Rohstofffirmen: Die Schweiz hat ein Imageproblem. Die beiden Filmemacher Simon und Andreas begeben sich auf eine einjährige Tour de Suisse, um das ramponierte Ansehen ihres Heimatlandes zurechtzurücken. Dabei treffen Simon und Andreas auf Sennen und Schrebergärtner, Journalisten und Touristen, Goldküsten-Villenbesitzer und zahlreiche irritierte Ausländer.
Image Problem ist ein satirischer Dokumentarfilm, der amüsant und mit eigenwilligen Mitteln den Mangel an Solidarität und die zunehmende Fremdenfeindlichkeit im Kleinstaat Schweiz entlarvt.